# Tatiana Matveeva (football)
 (février 2020).
Si vous disposez d'ouvrages ou d'articles de référence ou si vous connaissez des sites web de qualité traitant du thème abordé ici, merci de compléter l'article en donnant les références utiles à sa vérifiabilité et en les liant à la section « Notes et références ».
Tatiana Matveeva, née le 25 juillet 1990, est une footballeuse internationale géorgienne évoluant au poste d’attaquante.

## Palmarès
- Championne de Turquie à quatre reprises : en 2009 avec Trabzonspor ; en 2012 avec l'Ataşehir Belediyespor ; en 2014 et 2015 avec le Konak Belediyespor[1]
- Vice-championne de Turquie en 2013 avec l'Ataşehir Belediyespor